# Lista istniejących monarchii
     Monarchie absolutne
     Monarchie konstytucyjne
     Monarchie parlamentarne
     Commonwealth realms (monarchie parlamentarne w unii personalnej z Wielką Brytanią)
     Monarchie plemienne
     Quasimonarchie

Monarchie na świecie w 2024 roku oraz ich typy:
Monarchie absolutne
Monarchie konstytucyjne
Monarchie parlamentarne
Commonwealth realms (monarchie parlamentarne w unii personalnej z Wielką Brytanią)
Monarchie plemienne
Quasimonarchie

Lista istniejących monarchii przedstawia współczesne byty prawne o ustroju monarchicznym, ich typy, a także obecnie panujących władców (monarchów).

## Monarchie suwerenne

### Istniejące formy monarchii
Państwa oznaczone gwiazdką (*) to państwa w unii personalnej ze Zjednoczonym Królestwem Wielkiej Brytanii i Irlandii Północnej: „Commonwealth realms” (14), gdzie króla reprezentuje gubernator.
| Państwo                               | forma monarchii                | ustrój monarchii   | dynastia lub monarchia elekcyjna | tytuł monarchy               | panujący                               | portret | od   | następca tronu (imię i tytuł)                |
| ------------------------------------- | ------------------------------ | ------------------ | -------------------------------- | ---------------------------- | -------------------------------------- | ------- | ---- | -------------------------------------------- |
| Afganistan                            | emirat                         | teokracja islamska | monarchia elekcyjna              | emir                         | Hajbatullah Achundzada                 |         | 2021 | brak                                         |
| Andora                                | księstwo                       | parlamentarna      | monarchia elekcyjna/z urzędu     | współksiążę francuski        | Emmanuel Macron                        |         | 2017 | brak                                         |
| Andora                                | księstwo                       | parlamentarna      | monarchia elekcyjna/z urzędu     | współksiążę episkopalny      | Josep-Lluís Serrano Pentinat           |         | 2025 | brak                                         |
| Antigua i Barbuda*                    | królestwo Commonwealth realm   | parlamentarna      | Windsorowie                      | król                         | Karol III                              |         | 2022 | Wilhelm, książę Walii i Cambridge            |
| Arabia Saudyjska                      | królestwo                      | absolutna          | Saudowie                         | król                         | Salman ibn Abd al-Aziz as-Saud         |         | 2015 | Muhammad ibn Salman ibn Abd al-Aziz Al Su’ud |
| Australia*                            | królestwo Commonwealth realm   | parlamentarna      | Windsorowie                      | król                         | Karol III                              |         | 2022 | Wilhelm, książę Walii i Cambridge            |
| Bahrajn                               | królestwo                      | konstytucyjna      | Al-Chalifa                       | król                         | Hamad ibn Isa Al Chalifa               |         | 1999 | Salman ibn Hamad ibn Isa Al Chalifa          |
| Bahamy*                               | królestwo Commonwealth realm   | parlamentarna      | Windsorowie                      | król                         | Karol III                              |         | 2022 | Wilhelm, książę Walii i Cambridge            |
| Belgia                                | królestwo                      | parlamentarna      | Koburgowie                       | król                         | Filip I                                |         | 2013 | Elżbieta, księżna Brabancji                  |
| Belize*                               | królestwo Commonwealth realm   | parlamentarna      | Windsorowie                      | król                         | Karol III                              |         | 2022 | Wilhelm, książę Walii i Cambridge            |
| Bhutan                                | królestwo                      | konstytucyjna      | Wangchuck                        | król                         | Jigme Khesar Namgyel Wangchuck         |         | 2006 | Jigme Namgyel Wangchuck                      |
| Brunei                                | sułtanat                       | absolutna          | Bolkiah                          | sułtan                       | Hassanal Bolkiah                       |         | 1967 | Al-Muhtadee Billah                           |
| Dania · (Wspólnotowe Królestwo Danii) | królestwo                      | konstytucyjna      | Glücksburgowie                   | król                         | Fryderyk X                             |         | 2024 | Chrystian (książę koronny Danii)             |
| Eswatini                              | królestwo                      | absolutna          | Dlamini                          | 1.król 2.królowa-matka       | 1.Mswati III 2.Ntombi                  |         | 1986 |                                              |
| Grenada*                              | królestwo Commonwealth realm   | parlamentarna      | Windsorowie                      | król                         | Karol III                              |         | 2022 | Wilhelm, książę Walii i Cambridge            |
| Hiszpania                             | królestwo                      | parlamentarna      | Burbonowie                       | król                         | Filip VI                               |         | 2014 | Eleonora, księżna Asturii                    |
| Holandia · (Królestwo Niderlandów)    | królestwo                      | parlamentarna      | Oranje-Nasau                     | król                         | Wilhelm Aleksander                     |         | 2013 | Katarzyna Amalia, księżniczka Oranii         |
| Jamajka*                              | królestwo Commonwealth realm   | parlamentarna      | Windsorowie                      | król                         | Karol III                              |         | 2022 | Wilhelm, książę Walii i Cambridge            |
| Japonia                               | cesarstwo                      | parlamentarna      | –                                | cesarz                       | Naruhito                               |         | 2019 | Akishino                                     |
| Jordania                              | królestwo                      | konstytucyjna      | Haszymici                        | król                         | Abd Allah II ibn Husajn                |         | 1999 | Husajn ibn al-Abdullah                       |
| Kambodża                              | królestwo                      | konstytucyjna      | Norodom                          | król                         | Norodom Sihamoni                       |         | 2004 |                                              |
| Kanada*                               | królestwo Commonwealth realm   | parlamentarna      | Windsorowie                      | król                         | Karol III                              |         | 2022 | Wilhelm, książę Walii i Cambridge            |
| Katar                                 | emirat                         | absolutna          | Al Sani                          | emir                         | Tamim ibn Hamad Al Sani                |         | 2013 |                                              |
| Kuwejt                                | emirat                         | konstytucyjna      | Sabah                            | emir                         | Miszal al-Ahmad al-Dżabir as-Sabah     |         | 2023 |                                              |
| Lesotho                               | królestwo                      | konstytucyjna      | Moshesh                          | król                         | Letsie III                             |         | 1996 | Lerotholi Seeiso                             |
| Liechtenstein                         | księstwo                       | konstytucyjna      | Liechtensteinowie                | ksiażę                       | Jan Adam II                            |         | 1989 | Alojzy Liechtenstein (regent)                |
| Luksemburg                            | wielkie księstwo               | parlamentarna      | Burbonowie                       | wielki ksiażę                | Henryk                                 |         | 2000 | Wilhelm                                      |
| Malezja                               | federacja sułtanatów           | parlamentarna      | monarchia elekcyjna              | Yang di-Pertuan Agong (król) | Ibrahim ibni Almarhum                  |         | 2024 | brak                                         |
| Maroko                                | królestwo                      | konstytucyjna      | Alawici                          | król                         | Mohamed VI                             |         | 1999 | Mulaj Hassan                                 |
| Monako                                | księstwo                       | konstytucyjna      | Grimaldi                         | książę                       | Albert II                              |         | 2005 | Jakub Grimaldi                               |
| Norwegia                              | królestwo                      | konstytucyjna      | Glücksburgowie                   | król                         | Harald V                               |         | 1991 | Haakon Magnus Glücksburg                     |
| Nowa Zelandia*                        | królestwo Commonwealth realm   | parlamentarna      | Windsorowie                      | król                         | Karol III                              |         | 2022 | Wilhelm, książę Walii i Cambridge            |
| Oman                                  | sułtanat                       | absolutna          | Al 'Bu Sa'id                     | sułtan                       | Hajsam ibn Tarik Al Sa’id              |         | 2020 | Zi Jazan ibn Hajsam Al Sa’id                 |
| Papua-Nowa Gwinea*                    | królestwo Commonwealth realm   | parlamentarna      | Windsorowie                      | król                         | Karol III                              |         | 2022 | Wilhelm, książę Walii i Cambridge            |
| Saint Kitts i Nevis*                  | królestwo Commonwealth realm   | parlamentarna      | Windsorowie                      | król                         | Karol III                              |         | 2022 | Wilhelm, książę Walii i Cambridge            |
| Saint Lucia*                          | królestwo Commonwealth realm   | parlamentarna      | Windsorowie                      | król                         | Karol III                              |         | 2022 | Wilhelm, książę Walii i Cambridge            |
| Saint Vincent i Grenadyny*            | królestwo Commonwealth realm   | parlamentarna      | Windsorowie                      | król                         | Karol III                              |         | 2022 | Wilhelm, książę Walii i Cambridge            |
| Samoa                                 | królestwo (dyskusyjne)         | konstytucyjna      | monarchia elekcyjna              | O le Ao o le Malo            | Tuimalealiʻifano Vaʻaletoa Sualauvi II |         | 2017 | z wyboru                                     |
| Szwecja                               | królestwo                      | parlamentarna      | Bernadotte                       | król                         | Karol XVI Gustaw                       |         | 1973 | Wiktoria Bernadotte, księżna Västergötland   |
| Tajlandia                             | królestwo                      | parlamentarna      | Czakri                           | król                         | Rama X                                 |         | 2016 | Dipangkorn Rasmijoti                         |
| Tonga                                 | królestwo                      | konstytucyjna      | Tupou                            | król                         | Tupou VI                               |         | 2012 | Siaosi Manumataongo, Ulukalala               |
| Tuvalu*                               | królestwo (Commonwealth realm) | parlamentarna      | Windsorowie                      | król                         | Karol III                              |         | 2022 | Wilhelm, książę Walii i Cambridge            |
| Stolica Apostolska                    | podmiot prawa międzynarodowego | absolutna          | monarchia elekcyjna              | papież                       | Leon XIV                               |         | 2025 | brak                                         |
| Watykan                               | państwo kościelne              | absolutna          | z urzędu                         | Suweren                      | Leon XIV                               |         | 2025 | brak                                         |
| Wielka Brytania                       | królestwo                      | parlamentarna      | Windsorowie                      | król                         | Karol III                              |         | 2022 | Wilhelm, książę Walii i Cambridge            |
| Wyspy Salomona*                       | królestwo Commonwealth realm   | parlamentarna      | Windsorowie                      | król                         | Karol III                              |         | 2022 | Wilhelm, książę Walii i Cambridge            |
| Zakon Maltański                       | państwo zakonne                | konstytucyjna      | monarchia elekcyjna              | wielki mistrz                | John T. Dunlap                         |         | 2023 | brak                                         |
| Zjednoczone Emiraty Arabskie          | federacja emiratów             | konstytucyjna      | monarchia elekcyjna (sporne)     | Prezydent                    | Muhammad ibn Zajid Al Nahajjan         |         | 2022 | brak                                         |

### Tytularna monarchia
Fidżi – Tytuł królewski „Tui Viti” tradycyjnie przysługuje od 1878 monarchom brytyjskim. Mimo że 1987 Fidżi zostało ogłoszone republiką z prezydentem na czele, Wielka Rada Wodzów Plemiennych (80 dziedzicznych fidżyjskich wodzów plemiennych) honorowo uznawała królową Elżbietę II jako „Tui Viti” bez realnej władzy w Fidżi. Sama królowa nie rościła sobie prawa do tego tytułu pozostawiając tę kwestię decyzji obywateli Fidżi.

## Monarchie – części składowe federacji

### Monarchie w ZEA
Władcy poszczególnych emiratów Zjednoczonych Emiratów Arabskich
- Szardża – Sultan III ibn Muhammad Al-Qasimi – od 1972
- Fudżajra – Hamad I ibn Muhammad asz-Szarki – od 1974
- Adżman – Humajd V ibn Raszid Al Nuaimi – od 1981
- Abu Zabi – Muhammad ibn Zajid Al Nahajjan – od 2022
- Dubaj – Muhammad ibn Raszid al-Maktum – od 2006
- Umm al-Kajwajn – Saud ibn Rashid Al Mu'alla od 2009
- Ras al-Chajma – Saud ibn Sakr al-Kasimi od 2010

### Monarchie w Malezji
Władcy stanów w Malezji
- Terengganu – Tuanku Mizan Zainal Abidin – od 1998
- Perlis – Tuanku Syed Sirajuddin – od 2001
- Selangor – Szaraf ad-Din Idrys Szach – od 2001
- Negeri Sembilan – Tuanku Mukhriz – od 2008
- Johor – Ibrahim Ismail – od 2010
- Kelantan – Muhammad V Faris Petra – od 2010
- Perak – Nazrin Shah – od 2014
- Kedah – Sallehuddin – od 2017
- Pahang – Abdullah – od 2019

## Monarchie plemienne
W kilku państwach Afryki oraz w Indonezji i na Oceanii istnieją tradycyjne monarchie plemienne niemające charakteru państwowego.
Są to m.in.:
- Ghana: Aszanti, Dagomba
- Uganda: Ankole, Buganda, Bunyoro, Busoga, Rwenzururu, Toro
- Wallis i Futuna: Alo, Sigave, Uvea
- Nowa Zelandia: Maorysi
- Indonezja: Yogyakarta
- Południowa Afryka: Zululand
- Nigeria: Sokoto, Benin, Oyo

## Quasimonarchie
Współcześnie niektóre państwa rządzone metodami dyktatorskimi lub autorytarnymi mimo iż formalnie są republikami są uważane za quasi-monarchie. Wynika to z faktu sukcesji władzy w obrębie jednej rodziny, która stoi na czele państwa tak jak to dzieje się w dziedzicznych monarchiach. Przykłady quasi-monarchii:
| Państwo        | Tytuł głowy państwa | Poprzednia głowa państwa  | Rok przekazania władzy | Relacja następcy wobec poprzednika | Aktualna głowa państwa |
| -------------- | ------------------- | ------------------------- | ---------------------- | ---------------------------------- | ---------------------- |
| Azerbejdżan    | Prezydent           | Hejdar Alijew             | 2003                   | syn                                | Ilham Alijew           |
| Czad           | Prezydent           | Idriss Déby               | 2021                   | syn                                | Mahamat Déby Itno      |
| Dżibuti        | Prezydent           | Hasan Guled Aptidon       | 1999                   | siostrzeniec                       | Ismail Omar Guelleh    |
| Korea Północna | Najwyższy Przywódca | Kim Ir Sen Kim Dzong Il   | 1994–1998 2011–2012    | syn wnuk                           | Kim Dzong Un           |
| Togo           | Prezydent           | Gnassingbé Eyadéma        | 2005                   | syn                                | Faure Gnassingbé       |
| Turkmenistan   | Prezydent           | Gurbanguly Berdimuhamedow | 2022                   | syn                                | Serdar Berdimuhamedow  |

- Gwinea Równikowa. Urzędujący od 1979 r. przywódca państwa (prezydent od 1987) Teodoro Obiang Nguema Mbasogo jest poważnie chory i na sukcesora typowany jest jego syn Teodorín Nguema Obiang